# Kaniža (Ivanec)
Kaniža falu Horvátországban Varasd megyében. Közigazgatásilag Ivanechez tartozik.

## Fekvése
Varasdtól 23 km-re délnyugatra, községközpontjától 3 km-re nyugatra fekszik. 

## Története
Az ivaneci uradalom részeként a 16. századtól a gersei Pethő család, majd 1740-től az Erdődyek birtoka volt. A 19. században a Kukljevichek birtoka volt, akik a II. világháborúig voltak a földesurai.
1857-ben 142, 1910-ben 190 lakosa volt. 1920-ig Varasd vármegye Ivaneci járásához tartozott. 2001-ben 87 háztartása és 295 lakosa volt. 

## Nevezetességei
- A falu nyugati határában fekvő Turjač-erdőben egy dombon álló kőtömb található, melyet a nép "Oltár"nak nevez.  A legenda úgy tartja, hogy ezen a helyen egykor templom állt, de az angyalok az emberek bűnei miatt elvitték és nyoma veszett. A tudományos vizsgálatok szerint egykor valóban szent hely lehetett, ahol a kelta papok, a druidák tartották szertartásaikat. Hasonló köveket találtak a kelták más szent helyein az Egyesült Királyságban és Írországban is.
- Kaniža és Gečkovec között egy másik emlékmű is áll, melyet a második világháborúban elesett partizánoknak állítottak 1955. július 27-én.

## Külső hivatkozások
- Ivanec város hivatalos oldala
- Az ivaneci turisztkai egyesület honlapja